# John Kerr
John Kerr (Broxburn, Skócia, 1980. június 2. –) skót jégtáncos, aki 2000 óta testvérével Sinead Kerrel alkot egy párt a jégen. Testvérével ötszörös brit bajnokok, valamint a nyolcadik helyen végeztek a vancouveri olimpián. Jelenleg az Egyesült Államokban él a New Jersey-beli Little Fallsban. Koreográfusa Jevgenyij Platov és Robert Royston, edzője Jevgenyij Platov.

## Programja
| Season    | Rövid program                                                 | Szabad program                      | Gála                                           |
| --------- | ------------------------------------------------------------- | ----------------------------------- | ---------------------------------------------- |
| 2010-2011 | At Last by Etta James Shut Up and Let Me Go by The Ting Tings | Exogenesis: Symphony Part 3 by Muse |                                                |
| Szezon    | Original                                                      | Szabad program                      | Gála                                           |
| 2009–2010 | I've Been Everywhere Johnny Cash                              | Krwlng Linkin Park                  | Exogenesis: Symphony: Part 3 (Redemption) Muse |
| 2008–2009 | The Boogie Bumper Big Bad Voodoo Daddy                        | Ruled by Secrecy Muse               | Auld Lang Syne és más skót népdal              |

## Eredményei

### 2005 óta

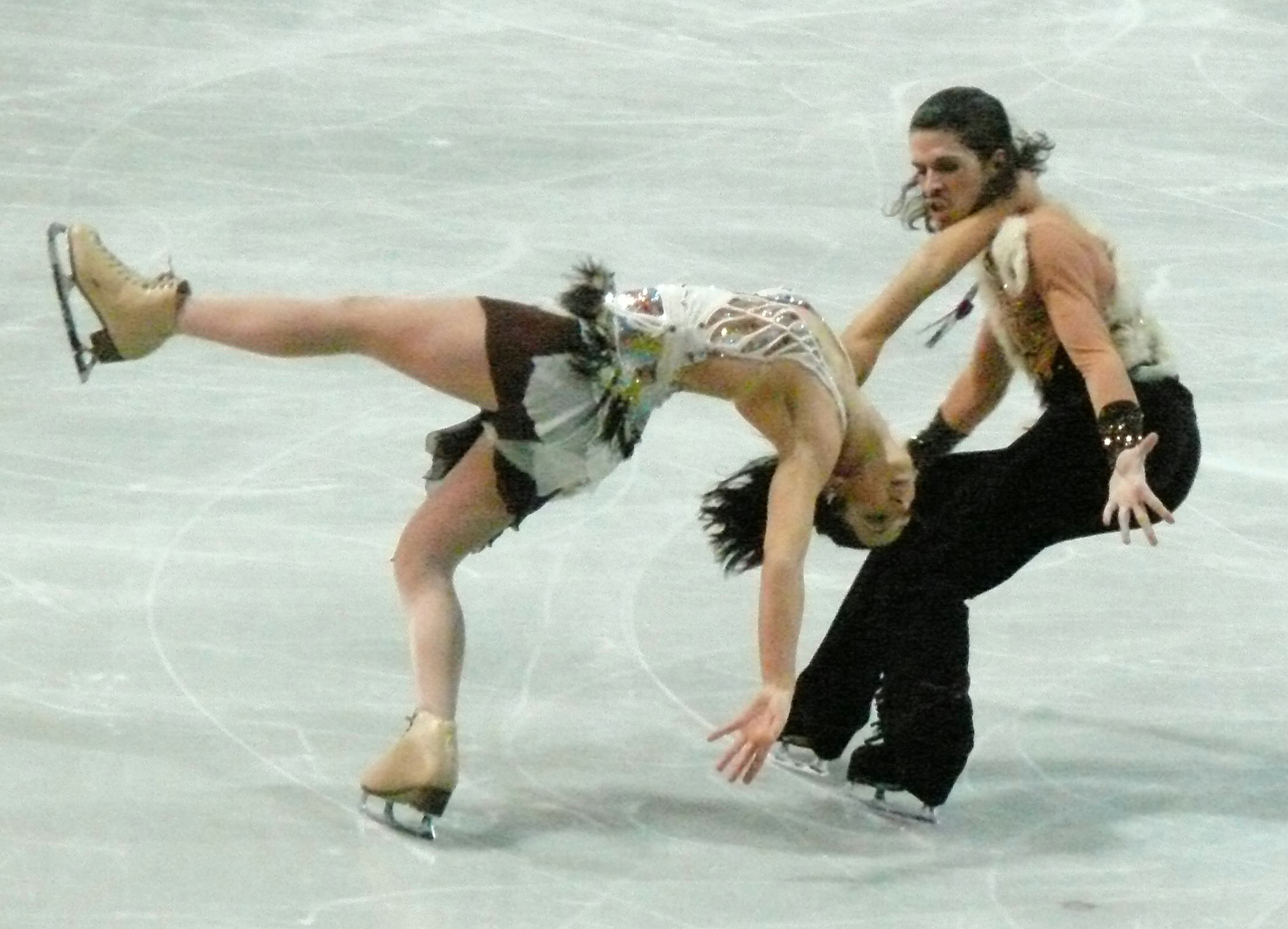
Sinead és John Kerr

| Esemény               | 2005–06 | 2006–07 | 2007–08 | 2008–09 | 2009–10 | 2010–11 |
| --------------------- | ------- | ------- | ------- | ------- | ------- | ------- |
| Téli Olimpiai Játékok | 10.     |         |         |         | 8.      |         |
| Világbajnokság        | 11.     | 11.     | 8.      | 7.      | 5.      |         |
| Európa-bajnokság      | 8.      | 5.      | 6.      | 3.      | 5.      | 3.      |
| Brit Bajnokság        | 1.      | 1.      | 1.      | 1.      | 1.      |         |
| Grand Prix Döntő      |         |         |         |         | 4.      |         |
| Trophée Eric Bompard  |         |         |         | 3.      | 3.      |         |
| NHK Trophy            |         |         | 4.      |         | 2.      |         |
| Skate America         |         | 5.      |         | 3.      |         |         |
| Cup of China          |         |         | 5.      |         |         |         |
| Cup of Russia         |         | 4.      |         |         |         |         |
| Skate Canada          | 7.      |         |         |         |         | 2.      |
| Finlandia Trophy      |         |         |         | 1.      | 1.      |         |
| Nebelhorn Trophy      |         | 1.      |         |         |         |         |

### 2005 előtt
| Esemény                | 2000–01 | 2001–02 | 2002–03 | 2003–04 | 2004–05 |
| ---------------------- | ------- | ------- | ------- | ------- | ------- |
| Világbajnokság         |         |         |         | 14.     | 12.     |
| Európa-bajnokság       |         |         |         | 10.     | 8.      |
| Brit Bajnokság         | 2.      | 3.      | 2.      | 1.      | 1.      |
| Scottish Sr. IDC       |         | 1.      | 1.      |         |         |
| Cup of Russia          |         |         |         | 9.      | 5.      |
| Skate America          |         |         |         |         | 5.      |
| Nebelhorn Trophy       |         |         | 7.      | 4.      |         |
| Karl Schäfer Memorial  |         |         |         | 2.      |         |
| Golden Spin Of Zagreb  |         |         | 6.      |         |         |
| Ondrej Nepela Memorial |         |         | 4.      |         |         |